# 教養番組
教養番組（きょうようばんぐみ）とは、放送番組の種別の一つである。

## 定義
放送法第2条第29号に「教育番組以外の放送番組であつて、国民の一般的教養の向上を直接の目的とするもの」と定義している。
放送事業者が番組基準でより詳細に規定していることもあり、例えば日本放送協会 (NHK) では、番組基準第2章第1項において「一般的教養の向上を図り、文化水準を高めることを旨とする。」など4項目を規定している。

## 概要
地上波テレビ基幹放送事業者は、放送法第106条第1項で「教養番組又は教育番組並びに報道番組及び娯楽番組を設け、放送番組の相互の間の調和を保つようにしなければならない。」とされ、教育番組および教養番組のための放送枠を一定以上確保することが免許交付時の条件とされるのが普通で、いわゆる総合局の場合「教養番組を20%以上を確保する」ことが一つの条件

となっている。ただし、個別の番組の分類については特に行政側の基準はなく、分類は個々の放送局の判断に委ねられていた。この点はテレビ草創期の1950年代から関係者の間で疑問とされてきた。このため実際にはクイズ番組等も「教養番組」のカテゴリーに分類されてしまうことから、2005年（平成17年）時点では、民放局の放送時間に占める教育・教養番組の割合が37.2%となり、娯楽番組の37.1%を上回っていた。さらに、いわゆるテレビショッピング番組も「教養番組」に分類されていることが参議院総務委員会で指摘され問題となった。
従来、各放送局が個別の番組について、当該番組を教養番組として分類しているかどうかは基本的に公表されていなかったが、総務省情報通信審議会が2009年（平成21年）8月に出した「通信・放送の総合的な法体系の在り方＜平成20年諮問第14号＞」への答申の中で「放送事業者の社会的責任を踏まえ、視聴者の適切な番組選択に資するよう、放送番組ごとに、教育、教養、報道、娯楽といった番組の種別、当該種別の放送時間等の公表を放送事業者に対して求める制度を導入することが適当である。」とされた。
2011年（平成23年）には、この答申を受けて放送法が改正され、第107条に地上波テレビ基幹放送事業者は放送番組の種別の基準を策定することとされたほか、放送番組の種別並びに種別ごとの放送時間を半年ごとに公表することも義務付けられた（同条及び放送法施行規則第4条4項）。

## ジャンル
- 趣味番組
- 動物番組
- 法律番組
- 環境番組
- 歴史番組
- 科学番組
- ドキュメンタリー番組
- 生活情報番組
  - 体操番組
  - 料理番組
- 旅番組
- 紀行番組
- グルメ番組
- 鉄道番組